# Dayang Nurfaizah
Dayang Nurfaizah binti Awang Dowty (nacida el 20 de julio de 1981 en Kuching, Sarawak) es una cantante malaya. Su debut álbum homónimo fue lanzado en mayo de 1999 y  fue editado y grabado en los géneros pop y R & B. Su primer sencillo del álbum, Hakikat Cinta fue presentada a la industria de la música local.
Su mayor tarea hasta entonces, para marcar su quinto año en la industria de la música de Malasia, fue la creación de su propio sello discográfico, DN & AD de Sdn Bhd, el 31 de octubre de 2004 lanzó su cuarto álbum de estudio, Dayang Sayang Kamu, que fue recibido con excelentes críticas del público de Malasia, así como en otros países vecinos.
En 2006, participó en el One in a Million, un concurso de canto organizado en Malasia por la rede televisiva de 8TV. Ella terminó como unqa de las cuatro finalistas en el concurso, pero fue votada por el público de Malasia el 15 de septiembre de 2006, ya que la competencia se determinó mediante un sistema de votación del texto del 50% de los mensajes.

## Discografía

### Álbumes
- Dayang Nurfaizah (7 de mayo de 1999)
- Seandainya Masih Ada Cinta (8 de febrero de 2001)
- Di Sini Bermula, re-released (3 de febrero de 2002)
- Hembusan Asmara, released on (28 de noviembre de 2002)
- The Best of Dayang Nurfaizah (24 de septiembre de 2003)
- Need A Break (sencillo)
- Dayang Sayang Kamu (2004)
- Kasih (2006) - Pop / Classic
- Dayang 2007 (2007)

### Canciones
- Bahagia
- Berserah Kasih
- Dayang Sayang Kamu
- Di Sini Bermula
- Erti Hidup
- Hakikat Cinta
- Hembusan Asmara
- Hujan Lagi Hati Ini
- Ikatan kita
- Jangan Datang Lagi
- Kaulah Bintang
- Kau Pergi Jua (80's Classic Pop Adam Ahmad)
- Kembalilah Sayang
- Pintaku Yang Terakhir
- Pusaka Rimba
- Rindu Bayangan
- Satu
- Seandainya Masih Ada Cinta
- Sedingin Mana Cintamu
- Sekali Lagi
- Untuk Sementara

## Premios, reconocimientos y logros

### 1996
- Búsqueda de Oro Adolescentes 1996 Finalista (Radio de Malasia Televisyen)
- Remaja Bintang 1996 Finalista (Kuching, Sarawak)
- Asli Bintang Remaja 1996 Campeón (Kuching, Sarawak)
- Búsqueda de Oro 1997 Campeón Adolescentes (Radio de Malasia Televisyen)

### 1997
- Remaja Bintang 1997 Campeón (Kuching, Sarawak)
- Los 5 finalistas al Mejor Nuevo Artista Malasia Anugerah Industri 1997

### 2001
- Ganadora de la Mejor Canción (Seandainya Cinta Masih Ada) AIM 2001
- Los 5 finalistas al Mejor AIM Vocal Femenina 2001
- Los 5 finalistas al Mejor Álbum Pop AIM 2001
- Ganador de Bintang HMI Penghibur de 2001
- Mejor Moda Bintang penghibur HMI 2001
- La mayoría de Canción Popular (Seandainya Cinta Masih Ada) APM 2001
- Ganador de la categoría Balada (Seandainya Cinta Masih Ada) AJL 2001
- Finalista de la categoría Rock Pop (Bahagia) AJL 2001
- Los 5 finalistas para la mayoría de ABP Popular Cantante Femenina 2001
- Los 5 finalistas para la elección de la Canción Pop (Seandainya Cinta Masih Ada) Premio ERA 2001

### 2002
- Ganador del Pendengar Pilihan Konsert Hitz RMKL 2002
- 1.er Finalista Mejor rendimiento para Konsert Hitz Pilihan RMKL 2002 Pendengar

### 2003
- Los 5 finalistas al Mejor AIM Vocal Femenina 2003

### 2005
- Los 5 finalistas para la elección del Premio Mujer ERA Vocal 2005
- Los 5 finalistas para la elección de la Canción Pop (Dayang Kamu Sayang) Premio ERA 2005
- El ganador de la elección de la Canción étnicas (ERTI Hidup) Premio ERA 2005
- Finalista en HITZ1 2005 (Dayang Kamu Sayang)
- Los 5 finalistas para la mayoría de ABP Popular Cantante Femenina 2005
- Los 5 finalistas para el Mejor Álbum Pop (Kasih) AIM 2005
- Ganador de mejor grabación del álbum (Kasih) AIM 2005

### 2006
Ganador Mejor Grabación * Álbum - Kasih - 2006 AIM
- Los 5 finalistas al Mejor Álbum Pop - 2006 AIM
- Los 5 finalistas para la elección de la Canción Pop (Kasih) Premio ERA 2006
- Los 5 finalistas para la elección de Music Video (Maafkan Kasih) Premio ERA 2006
- Los 5 finalistas para la elección del Premio Mujer ERA Vocal 2006
- Los 5 finalistas para el Mejor Álbum (Dayang Kamu Sayang) APM 2006
- Los 5 finalistas al Mejor APM Vocal Femenina 2006

### 2008
- Los 5 finalistas a la Mejor Interpretación Femenina Vocal AIM 2008
- Los 5 finalistas para el Mejor Arreglo Musical - Inginku Miliki - AIM 2008
- Los 5 finalistas al Mejor Álbum Pop - 20 07 - AIM 2008
- Los 5 finalistas a la Mejor Artista Femenina - APM 2008